# كوري أندرسون (مقاتل)
كوري أندرسون (بالإنجليزية: Corey Anderson) هو فنان قتال مختلط أمريكي، ولد في 22 سبتمبر 1989 في روكفورد في الولايات المتحدة.

## وصلات خارجية
- كوري أندرسون على موقع يو إف سي (الإنجليزية)
- كوري أندرسون على موقع بيلاتور (الإنجليزية)
- كوري أندرسون على موقع شيردوغ (الإنجليزية)
- كوري أندرسون على موقع Tapology.com (الإنجليزية)
- كوري أندرسون على موقع IMDb (الإنجليزية)
- كوري أندرسون على موقع قاعدة بيانات الفيلم (الإنجليزية)